# ジャック・モーガン
ジャック・モーガン（Jac Morgan、2000年1月21日 - ）は、ユナイテッド・ラグビー・チャンピオンシップオスプリーズに所属するラグビー選手。

## プロフィール
- ウェールズ・スウォンジースケティ出身[1]。
- ポジションはフランカー(FL)。
- 身長 180cm、体重 104kg
- U20ウェールズ代表に選ばれたことがある[2]。
- ウェールズ代表キャップは15（2024年2月現在）でラグビーワールドカップ2023のウェールズ代表に選ばれた[3]。

## 略歴
スカーレッツを経て、2021年、オスプリーズに加入。